# Copa del Emperador 2002
La 82.ª Copa del Emperador (第82回天皇杯全日本サッカー選手権大会 Dai 82-kai Tennōhai Zennihon Sakkā Senshuken Taikai?) fue la edición 2002 de dicha competición de fútbol, la más antigua de Japón. El torneo comenzó el 25 de noviembre de 2002 y terminó el 1 de enero de 2003.
El campeón fue Kyoto Purple Sanga, tras vencer en la final a Kashima Antlers. De esta manera, el conjunto de la capital de la prefectura de Kioto dio la vuelta olímpica por primera vez. Por lo mismo, disputó la Supercopa de Japón 2003 ante Júbilo Iwata, ganador de la J. League Division 1 2002, aunque no clasificó a la Liga de Campeones de la AFC 2004 por haber descendido de categoría en 2003.

## Desarrollo
Fue disputada por 80 equipos, y Kyoto Purple Sanga ganó el campeonato.

## Calendario
| Etapa            | Fechas                  | Número de equipos participantes | Observaciones |
| ---------------- | ----------------------- | ------------------------------- | --- |
| Primera ronda    | 1 de diciembre de 2002  | 64 (12+2+2+1+47) → 32           | - 12: clubes de la J2 - 2: clubes cabezas de serie de la JFL - 2: universidades - 1: equipo juvenil - 47: ganadores de copas prefecturales |
| Segunda ronda    | 8 de diciembre de 2002  | 32 → 16                         | - Participación de los ganadores de la Primera ronda                                                                                       |
| Tercera ronda    | 15 de diciembre de 2002 | 32 (16+16) → 16                 | - 16: clubes de la J1 - 16: ganadores de la Segunda ronda                                                                                  |
| Cuarta ronda     | 22 de diciembre de 2002 | 16 → 8                          | - Participación de los ganadores de la Tercera ronda                                                                                       |
| Cuartos de final | 25 de diciembre de 2002 | 8 → 4                           | - Participación de los ganadores de la cuarta ronda                                                                                        |
| Semifinales      | 28 de diciembre de 2002 | 4 → 2                           | - Participación de los ganadores de los cuartos de final                                                                                   |
| Final            | 1 de enero de 2003      | 2 → 1                           | - Participación de los ganadores de las semifinales                                                                                        |

## Equipos participantes

### J. League Division 1
- Consadole Sapporo
- Vegalta Sendai
- Kashima Antlers
- Urawa Red Diamonds
- JEF United Ichihara
- Kashiwa Reysol
- F.C. Tokyo
- Tokyo Verdy 1969
- Yokohama F. Marinos
- Shimizu S-Pulse
- Júbilo Iwata
- Nagoya Grampus Eight
- Kyoto Purple Sanga
- Gamba Osaka
- Vissel Kobe
- Sanfrecce Hiroshima

### J. League Division 2
- Montedio Yamagata
- Mito HollyHock
- Omiya Ardija
- Kawasaki Frontale
- Yokohama F.C.
- Shonan Bellmare
- Ventforet Kofu
- Albirex Niigata
- Cerezo Osaka
- Avispa Fukuoka
- Sagan Tosu
- Oita Trinita

### Japan Football League
- Otsuka Pharmaceutical
- Honda F.C.

### Universidades
- Universidad Komazawa
- Universidad Kokushikan

### Segundos equipos
- Escuela Secundaria de Kunimi

### Representantes de las prefecturas
- Denso
- TDK
- Universidad de Hachinohe
- Universidad Internacional Budō
- Ehime F.C.
- Fukui KSC
- Universidad de Educación de Fukuoka
- Universidad de Fukushima
- Escuela Secundaria de Kakamigahara
- Gunma FC Horikoshi
- Sanfrecce Hiroshima Youth
- Universidad de Sapporo
- Universidad Kwansei Gakuin
- Universidad de Tsukuba
- Teihens F.C.
- Universidad de Iwate
- Escuela Secundaria Kagawa Nishi
- Volca Kagoshima
- Y.S.C.C.
- Sagawa Printing S.C.
- Nangoku Kochi F.C.
- Alouette Kumamoto
- CENTRO DE FUTEBOL EDU
- Sony Sendai
- Profesor Miyazaki
- Ohara Gakuen JaSRA
- MHI Nagasaki
- Takada F.C.
- JAPAN Soccer College
- Oita Trinita sub-18
- Universidad Internacional Kibi
- Okinawa Kariyushi
- Sagawa Express Osaka
- Kyushu Inax
- Saitama S.C.
- Matches F.C.
- Iwami F.C.
- Universidad de Hamamatsu
- Tochigi S.C.
- Universidad Tokyo Gakugei
- Alex S.C.
- S.C. Tottori
- YKK
- Kihoku Shūkyū-dan
- Escuela Secundaria Yamagata Chūō
- Universidad de Tokuyama
- Nirasaki Astros

## Resultados

### Primera ronda
| Equipo 1                            | Resultado          | Equipo 2                         |
| ----------------------------------- | ------------------ | -------------------------------- |
| Escuela Secundaria Kagawa Nishi     | 0–1                | Universidad Kokushikan           |
| Escuela Secundaria de Kunimi        | 3–0                | Escuela Secundaria Yamagata Chūō |
| Universidad Internacional Budō      | 1–2                | Oita Trinita                     |
| Iwami F.C.                          | 2–1                | Fukui KSC                        |
| Universidad de Tsukuba              | 1–3                | Ventforet Kofu                   |
| Universidad de Educación de Fukuoka | 1–2                | Alouette Kumamoto                |
| Kyushu Inax                         | 0–5                | Mito HollyHock                   |
| Sagawa Printing S.C.                | 1–0                | TDK                              |
| Gunma FC Horikoshi                  | 2–1                | Montedio Yamagata                |
| Universidad Tokyo Gakugei           | 5–1                | Universidad de Hachinohe         |
| Universidad de Fukushima            | 1–5                | Omiya Ardija                     |
| Sony Sendai                         | 2–3 (t.s.)         | JAPAN Soccer College             |
| Matches F.C.                        | 0–7                | Kawasaki Frontale                |
| S.C. Tottori                        | 2–1 (t.s.)         | Alex S.C.                        |
| Okinawa Kariyushi                   | 2–3 (t.s.)         | Honda F.C.                       |
| Oita Trinita sub-18                 | 1–1 (t.s.) (5–3 p) | Sanfrecce Hiroshima Youth        |
| Y.S.C.C.                            | 1–7                | Otsuka Pharmaceutical            |
| CENTRO DE FUTEBOL EDU               | 3–1                | Volca Kagoshima                  |
| Teihens F.C.                        | 0–6                | Cerezo Osaka                     |
| Universidad de Tokuyama             | 0–2                | Sagawa Express Osaka             |
| Ohara Gakuen JaSRA                  | 0–1                | Avispa Fukuoka                   |
| Tochigi S.C.                        | 3–1                | Universidad de Iwate             |
| Takada F.C.                         | 0–3                | Yokohama F.C.                    |
| Denso                               | 1–1 (t.s.) (3–1 p) | Universidad de Sapporo           |
| Universidad Kwansei Gakuin          | 2–5                | Sagan Tosu                       |
| Saitama S.C.                        | 2–1                | YKK                              |
| Nangoku Kochi F.C.                  | 1–4                | Shonan Bellmare                  |
| Ehime F.C.                          | 6–1                | MHI Nagasaki                     |
| Kihoku Shūkyū-dan                   | 0–9                | Albirex Niigata                  |
| Profesor Miyazaki                   | 4–3 (t.s.)         | Universidad Internacional Kibi   |
| Escuela Secundaria de Kakamigahara  | 0–9                | Universidad Komazawa             |
| Nirasaki Astros                     | 0–2                | Universidad de Hamamatsu         |

### Segunda ronda
| Equipo 1               | Resultado  | Equipo 2                     |
| ---------------------- | ---------- | ---------------------------- |
| Universidad Kokushikan | 1–2        | Escuela Secundaria de Kunimi |
| Oita Trinita           | 3–0        | Iwami F.C.                   |
| Ventforet Kofu         | 2–0        | Alouette Kumamoto            |
| Mito HollyHock         | 4–0        | Sagawa Printing S.C.         |
| Gunma FC Horikoshi     | 0–1        | Universidad Tokyo Gakugei    |
| Omiya Ardija           | 4–0        | JAPAN Soccer College         |
| Kawasaki Frontale      | 6–0        | S.C. Tottori                 |
| Honda F.C.             | 3–0        | Oita Trinita sub-18          |
| Otsuka Pharmaceutical  | 3–0        | CENTRO DE FUTEBOL EDU        |
| Cerezo Osaka           | 4–1        | Sagawa Express Osaka         |
| Avispa Fukuoka         | 2–1        | Tochigi S.C.                 |
| Yokohama F.C.          | 3–2 (t.s.) | Denso                        |
| Sagan Tosu             | 7–0        | Saitama S.C.                 |
| Shonan Bellmare        | 1–0        | Ehime F.C.                   |
| Albirex Niigata        | 1–0        | Profesor Miyazaki            |
| Universidad Komazawa   | 1–0 (t.s.) | Universidad de Hamamatsu     |

### Tercera ronda
| Equipo 1             | Resultado  | Equipo 2                     |
| -------------------- | ---------- | ---------------------------- |
| Júbilo Iwata         | 2–0        | Escuela Secundaria de Kunimi |
| Consadole Sapporo    | 0–5        | Oita Trinita                 |
| Vegalta Sendai       | 1–0        | Ventforet Kofu               |
| JEF United Ichihara  | 4–0        | Mito HollyHock               |
| Kashima Antlers      | 4–0        | Universidad Tokyo Gakugei    |
| Tokyo Verdy 1969     | 0–2        | Omiya Ardija                 |
| Vissel Kobe          | 1–3        | Kawasaki Frontale            |
| Gamba Osaka          | 3–1        | Honda F.C.                   |
| Nagoya Grampus Eight | 2–0        | Otsuka Pharmaceutical        |
| Kashiwa Reysol       | 1–2 (t.s.) | Cerezo Osaka                 |
| Urawa Red Diamonds   | 1–2        | Avispa Fukuoka               |
| Kyoto Purple Sanga   | 4–0        | Yokohama F.C.                |
| Shimizu S-Pulse      | 4–2        | Sagan Tosu                   |
| F.C. Tokyo           | 3–4 (t.s.) | Shonan Bellmare              |
| Sanfrecce Hiroshima  | 2–0        | Albirex Niigata              |
| Yokohama F. Marinos  | 3–0        | Universidad Komazawa         |

### Cuarta ronda
| Equipo 1             | Resultado  | Equipo 2            |
| -------------------- | ---------- | ------------------- |
| Júbilo Iwata         | 2–0        | Oita Trinita        |
| Vegalta Sendai       | 1–2        | JEF United Ichihara |
| Kashima Antlers      | 1–0 (t.s.) | Omiya Ardija        |
| Kawasaki Frontale    | 1–0        | Gamba Osaka         |
| Nagoya Grampus Eight | 5–2        | Cerezo Osaka        |
| Avispa Fukuoka       | 0–1 (t.s.) | Kyoto Purple Sanga  |
| Shimizu S-Pulse      | 3–2 (t.s.) | Shonan Bellmare     |
| Sanfrecce Hiroshima  | 2–1        | Yokohama F. Marinos |

### Cuartos de final
| Equipo 1             | Resultado | Equipo 2            |
| -------------------- | --------- | ------------------- |
| Júbilo Iwata         | 0–1       | JEF United Ichihara |
| Kashima Antlers      | 1–0       | Kawasaki Frontale   |
| Nagoya Grampus Eight | 0–1       | Kyoto Purple Sanga  |
| Shimizu S-Pulse      | 1–3       | Sanfrecce Hiroshima |

### Semifinales
| Equipo 1            | Resultado | Equipo 2            |
| ------------------- | --------- | ------------------- |
| JEF United Ichihara | 0–2       | Kashima Antlers     |
| Kyoto Purple Sanga  | 2–1       | Sanfrecce Hiroshima |

### Final
| Equipo 1        | Resultado | Equipo 2           |
| --------------- | --------- | ------------------ |
| Kashima Antlers | 1–2       | Kyoto Purple Sanga |

| 1 de enero de 2003, 14:00 (UTC+9) | Kashima Antlers | 1:2 (1:0) | Kyoto Purple Sanga         | Estadio Nacional, Tokio         |                                 |
|                                   | Euller 15'      | Reporte   | J.S. Park 50' · Kurobe 80' | Asistencia: 50.526 espectadores | Asistencia: 50.526 espectadores |

|                                        |
| Bandera de Kioto                       |
| Campeón Kyoto Purple Sanga 1.er título |